# Samuel Sherrard
Samuel M. Sherrard (* 1941) ist ein evangelikaler Geistlicher und ehemaliger Geschäftsführer von Youth for Christ International.

## Leben
Sherrard wurde auf Sri Lanka geboren und war 1966 der Gründer des Arbeitszweiges von Youth for Christ (YFC) in Colombo. 1974 wurde Sherrard der Geschäftsführer von YFC auf Hawaii und arbeitete zudem als Pastor einer Gemeinde in Pearl City. 1994 wurde er der Regionaldirektor von YFC für Amerika und schließlich 1996 der Präsident und Geschäftsführer von YFC International.